# Ancistrocerus thalassarctos
Ancistrocerus thalassarctos är en stekelart som först beskrevs av Dalla Torre.  Ancistrocerus thalassarctos ingår i släktet murargetingar, och familjen Eumenidae. Inga underarter finns listade i Catalogue of Life.